# Elizabeth McCagg
Elizabeth McCagg –conocida como Betsy McCagg– (Kirkland, 29 de abril de 1967) es una deportista estadounidense que compitió en remo. Su hermana gemela Mary compitió en el mismo deporte.
Ganó cinco medallas en el Campeonato Mundial de Remo entre los años 1993 y 1999.
Participó en tres Juegos Olímpicos de Verano, ocupando el sexto lugar en Barcelona 1992, el cuarto en Atlanta 1996 y el sexto en Sídney 2000, en la prueba de ocho con timonel.

## Palmarés internacional
| Campeonato Mundial | Campeonato Mundial            | Campeonato Mundial | Campeonato Mundial |
| Año                | Lugar                         | Medalla            | Prueba             |
| ------------------ | ----------------------------- | ------------------ | ------------------ |
| 1993               | Račice (República Checa)      | Medalla de plata   | Ocho con timonel   |
| 1993               | Račice (República Checa)      | Medalla de bronce  | Dos sin timonel    |
| 1994               | Indianápolis (Estados Unidos) | Medalla de plata   | Ocho con timonel   |
| 1995               | Tampere (Finlandia)           | Medalla de oro     | Ocho con timonel   |
| 1999               | St. Catharines (Canadá)       | Medalla de plata   | Ocho con timonel   |